# Окленд (Мен)
Окленд (англ. Oakland) — місто (англ. town) в США, в окрузі Кеннебек штату Мен. Населення — 6230 осіб (2020).

## Демографія
Згідно з переписом 2010 року, у місті мешкало 6240 осіб у 2543 домогосподарствах у складі 1793 родин. Було 3024 помешкання
Расовий склад населення:
| - 96,7 % — білих - 0,9 % — азіатів - 0,4 % — корінних американців - 0,4 % — чорних або афроамериканців - 0,1 % — вихідців з тихоокеанських островів |

До двох чи більше рас належало 1,1 %. Частка іспаномовних становила 1,3 % від усіх жителів.
За віковим діапазоном населення розподілялося таким чином: 22,8 % — особи молодші 18 років, 64,0 % — особи у віці 18—64 років, 13,2 % — особи у віці 65 років та старші. Медіана віку мешканця становила 42,3 року. На 100 осіб жіночої статі у місті припадало 94,1 чоловіків;  на 100 жінок у віці від 18 років та старших — 92,3 чоловіків також старших 18 років.
Середній дохід на одне домашнє господарство  становив 68 038 доларів США (медіана — 49 720), а середній дохід на одну сім'ю — 83 911 долар (медіана — 72 567). Медіана доходів становила 51 127 доларів для чоловіків та 45 396 доларів для жінок. За межею бідності перебувало 12,2 % осіб, у тому числі 25,2 % дітей у віці до 18 років та 12,0 % осіб у віці 65 років та старших.
Цивільне працевлаштоване населення становило 3003 особи. Основні галузі зайнятості: освіта, охорона здоров'я та соціальна допомога — 34,4 %, публічна адміністрація — 13,5 %, науковці, спеціалісти, менеджери — 10,8 %, виробництво — 9,4 %.